# Viga (affluente della Unža)
La Viga (in russo Вига?) è un fiume della Russia europea centro-settentrionale, affluente di destra della Unža (bacino del Volga). Scorre nei rajon Čuchlomskij, Kologrivskij e Babuškinskij dell'oblast' di Kostroma.
La Viga ha origine dalle paludi del distretto Čuchlomskij vicino al villaggio di Kurjanovo a sud di Čuchloma. La foce del fiume si trova a 342 km dalla foce della Unža. La lunghezza è di 175 km, il bacino idrografico è di 3360 km².